# کلیسای کاناچ ژام
کلیسای کاناچ ژام (به ارمنی: Կանաչ Ժամ եկեղեցի; انگلیسی: Kanach Zham) یک کلیسا حواری ارمنی واقع در شوشی، جمهوری آرتساخ می‌باشد. ساخت و ساز این ساختمان در میان سال‌های ۱۲۱۶ تا ۱۸۱۸ میلادی به پایان رسید. این بنا به سبک معماری ارمنی طراحی شده‌است.
در میان بناهای یادبود شوشی کلیسای هوانس مگردیچ مقدس (یحیای تعمید دهنده) یا «کاناچ ژام» (کلیسای سبز) واقع در «ورین تاق» (محله علیا) جایگاه ویژه ای دارد.
علت اینکه به کلیسای «کاناچ ژام» (کلیسای سبز) معروف است این است که زمانی گنبد این کلیسا به رنگ سبز بوده‌است.
در بخش فوقانی ورودی محل نصب ناقوس کلیسا لوحی دربارهٔ تاریخ بنای آن وجود دارد با این مضمون: «بابایان استپانوس هوانس. به یاد برادر مگردیچ متوفی، سال ۱۸۴۷». در این اواخر فردی بنام النور الهوردیوف یکی از کاربران شبکه‌های اجتماعی مجدداً به کار شوم روسی سازی کلیسای «کاناچ ژام» متوسل شده‌است. این گرایش روسی سازی کلیسا در آذربایجان تازگی ندارد. زمانی فؤاد آخوندوف هم طی اقدامی بی اساس آن را متعلق به «ارتدکس‌های روسی» می‌دانست. در نیمه‌های دهه ۱۹۶۰ در باکو تصمیم گرفته شد بخش با ماهیت ارمنی شهر را به منظور بسط «اراضی مسکونی» برای اسکان مجدد آذربایجانی‌ها و البته برچیدن آثار ارمنیان شوشی تخریب شود. در این حین سه کلیسای ارمنی و یک کلیسای روسی که محفوظ مانده بود، تخریب شده، تعدادی از قبرستان‌های ارمنیان با صلیب‌های سنگی و یادمان‌های زیبا با خاک یکسان شدند. کلیسای «کاناچ ژام» که فؤاد آخوندوف آن را بی‌دلیل متعلق به «ارتدکس روسی» می‌شمارد، تبدیل شد به گالری؛ و اما تاریخچه کلیسای هوانس مگردیچ؛ بنا به شواهدی که محفوظ مانده‌است، در سال ۱۸۴۰ بر اساس دستور ویژه مقامات، تمامی ارمنیان ساکن در محیط اسلامی «نرکین تاق» (محله سفلی) شامل ۵۶ خانوار به «ورین تاق» (محله علیا) آتی نقل مکان داده شده‌اند (آرشیو ملی ارمنستان، Арм. Ֆ. ۵۶. ց. ۱.. գ ۲۱۹۹. թ.۱–۲)، این ارمنیان در نرکین تاق یک کلیسا با بنای سنگی و سقفی چوبی بنام «سورب آستواتزاتزین» (مریم مقدس) داشتند که گواهی بود دربارهٔ جمعیت قابل ملاحظه ارمنیان در محله. در این سند قید شده‌است که ارمنیان از سوی مسلمانان تحت فشار بودند و این امر منجر شد به اسکان مجدد آنها (آرشیو ملی ارمنستان، Арм. Ֆ. ۵۶. ց. ۱.. գ ۲۱۹۹. թ.۱–۲). از همین سند مشخص می‌گردد که پس از نقل مکان به ورین تاق در این مکان جدید یک عبادتگاه با بنای چوبی احداث شده که تا سال ۱۸۴۸ محفوظ مانده و آن زمان به جای آن کلیسای با بنای سنگی هوانس مگردیچ مقدس احداث شده‌است. جالب است که برای مدتی طولانی این کلیسا کلیسای مریم مقدس ورین تاق نام داشته‌است. در بخش پایین شهر تقریباً در مکان بازار سرپوشیده کنونی کلیسای ارتدکس آیین بیزانس، بنا شده با جلوه‌های معماری کلاسیک روسی قرار داشت که برای مقامات و پایگاه نیروهای روسی منظور شده بود که متأسفانه محفوظ نمانده‌است. جداگانه به این کلیسا خواهیم پرداخت؛ و اما در رابطه با اظهار فضلی که النور در خصوص گنبد مختص کلیسای ارتدکس داشته، این مورد صرفاً ثمره تأثیرات سبک معماری آن دوره بوده که البته محفوظ نمانده‌است، زمانی که کلیسای تخریب شده در اوان جنگ اول آرتساخ بعدها مرمت شده‌است.

## نگارخانه

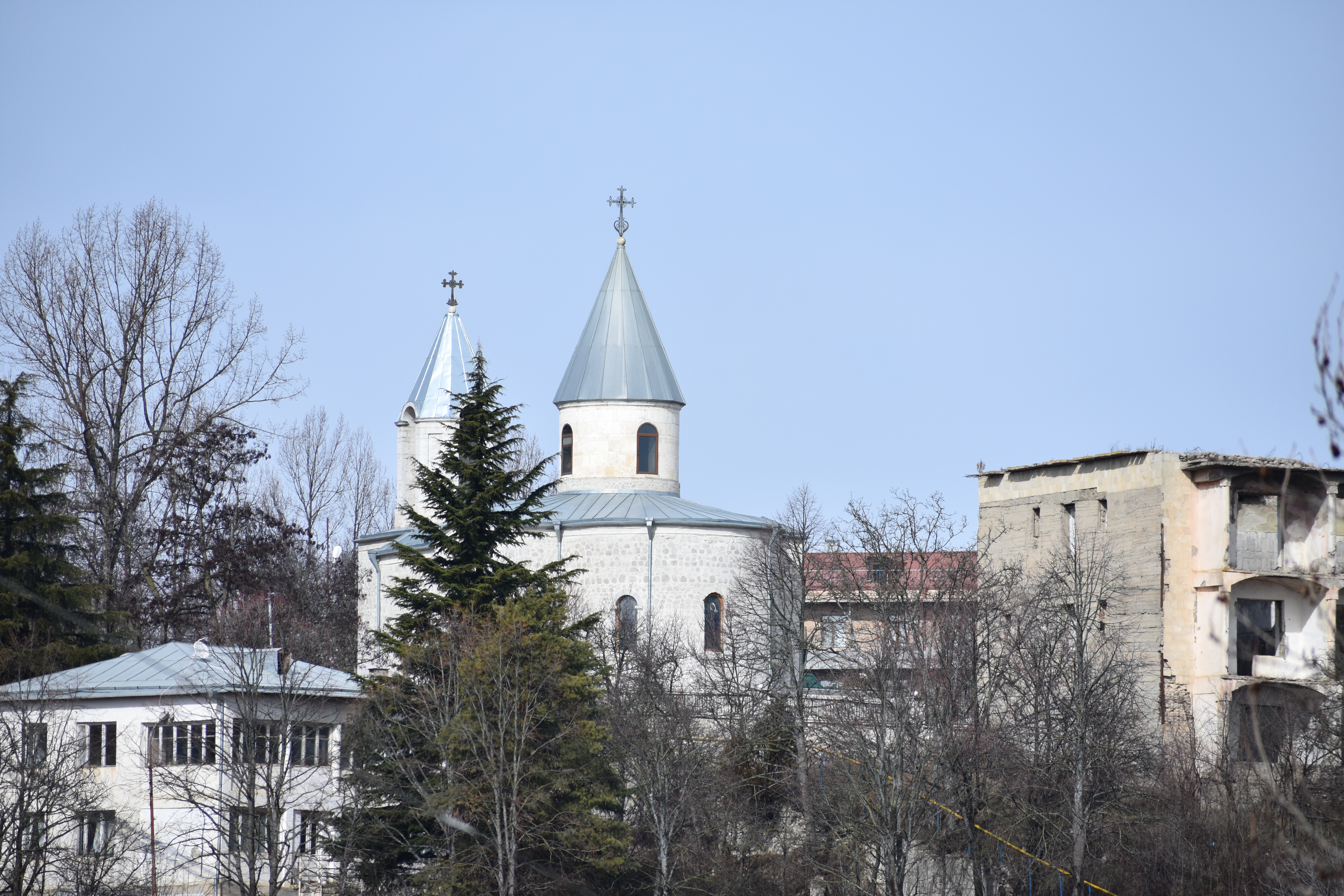
The church as seen from afar, in 2018
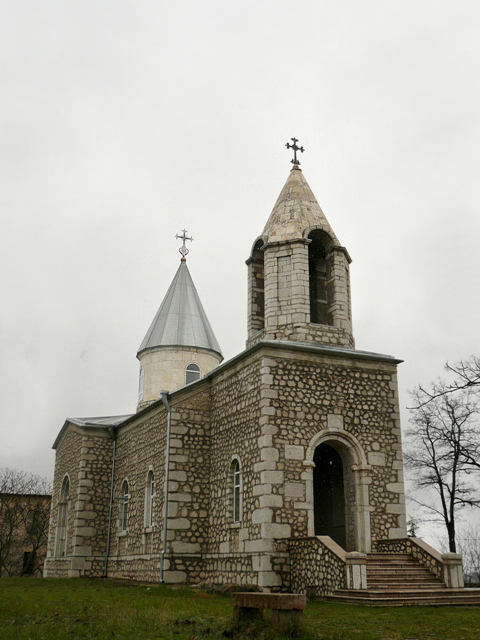
The church in 2009
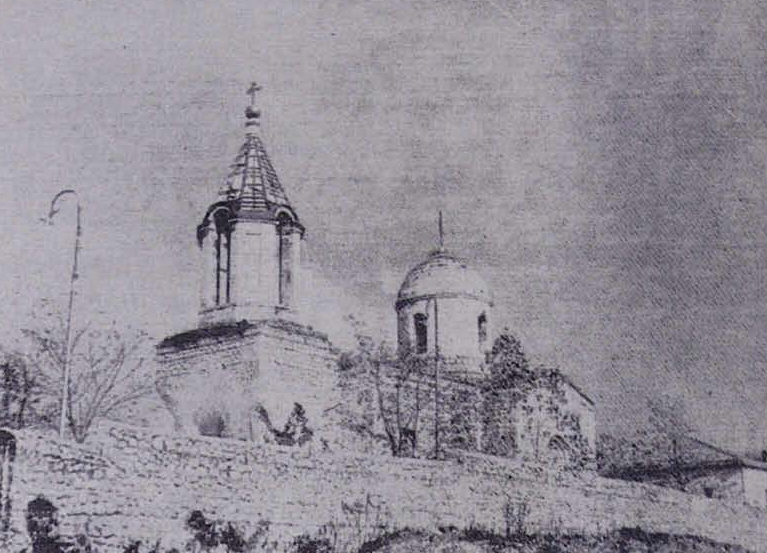
The church in 1979